# Тангштет (Округ Пинеберг)
Тангштет (њем. Tangstedt) општина је у њемачкој савезној држави Шлезвиг-Холштајн. Једно је од 49 општинских средишта округа Пинеберг. Према процјени из 2010. у општини је живјело 2.197 становника. Посједује регионалну шифру (AGS) 1056047.

## Географски и демографски подаци
Тангштет се налази у савезној држави Шлезвиг-Холштајн у округу Пинеберг. Општина се налази на надморској висини од 7 метара. Површина општине износи 12,5 km². У самом мјесту је, према процјени из 2010. године, живјело 2.197 становника. Просјечна густина становништва износи 175 становника/km².